# پابلو سانز (بازیکن فوتبال زاده ۱۹۷۳)
پابلو سانز (انگلیسی: Pablo Sanz؛ زادهٔ ۳۰ اوت ۱۹۷۳) بازیکن فوتبال اهل اسپانیا است.
از باشگاه‌هایی که در آن بازی کرده‌است می‌توان به باشگاه فوتبال رایو وایکانو و باشگاه فوتبال بارسلونا اشاره کرد.